# فهرست پررفت‌وآمدترین فرودگاه‌ها در قزاقستان

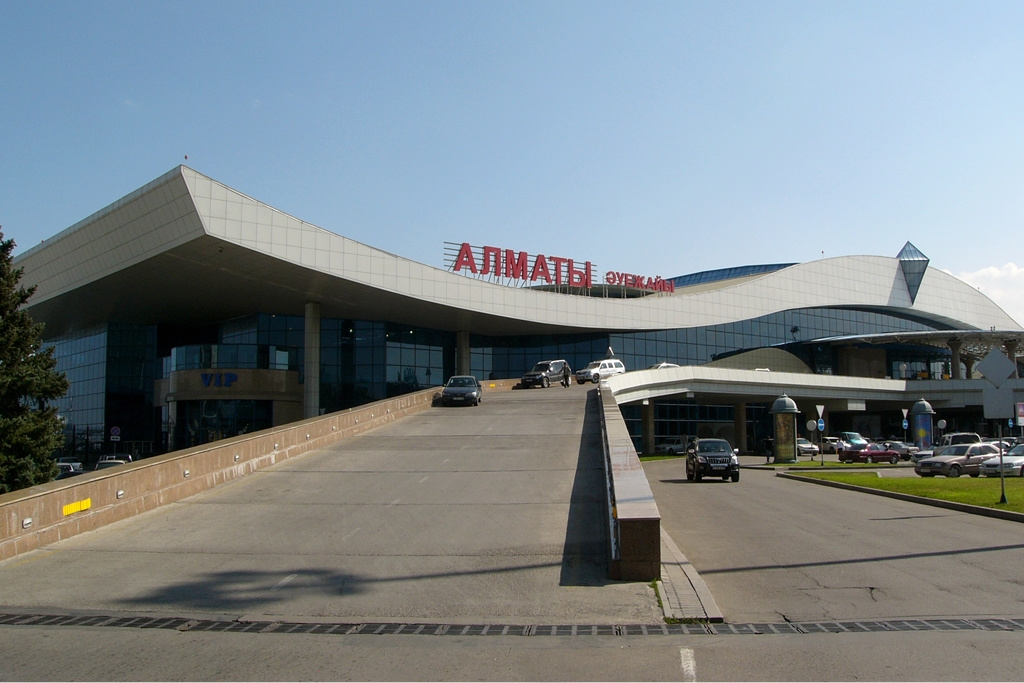
فرودگاه بین‌المللی آلماتی، پررفت‌وآمدترین فرودگاه در قزاقستان

فرودگاه بین‌المللی نورسلطان نظربایف

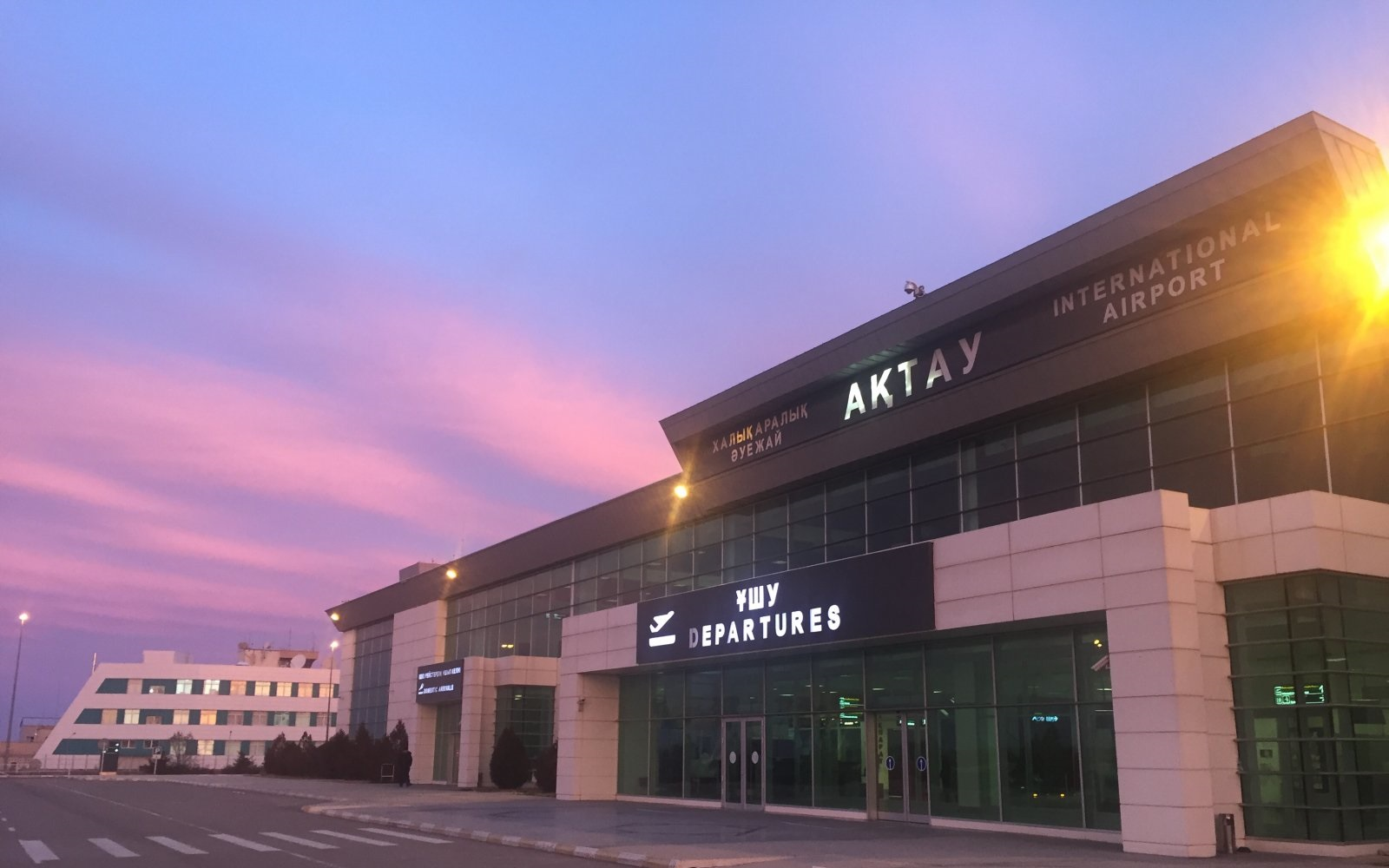
فرودگاه آقتائو

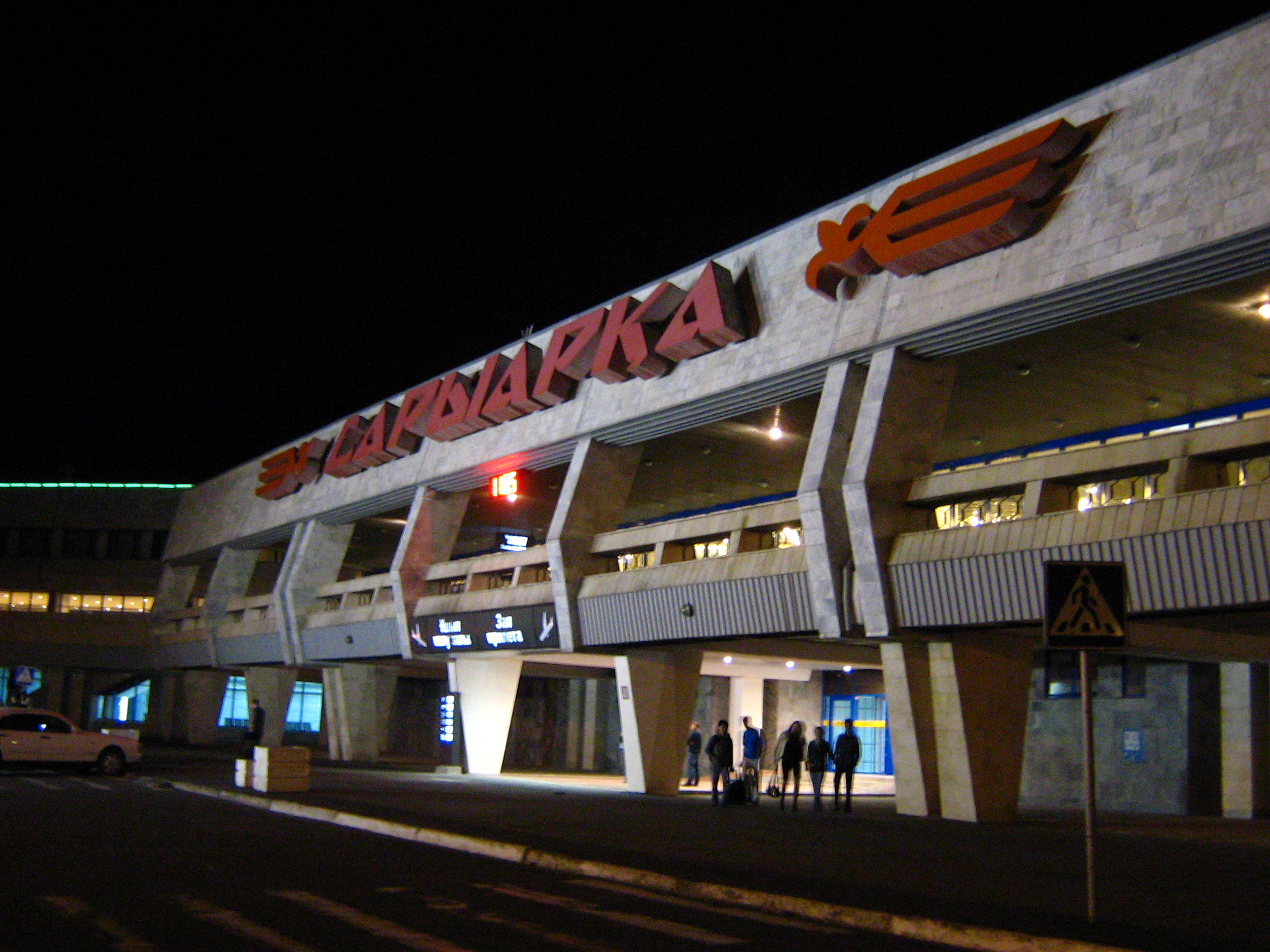
فرودگاه سری‌ارکا

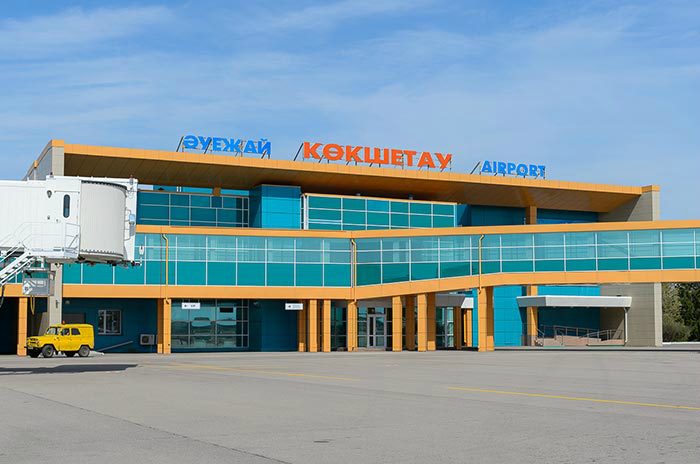
فرودگاه کوکشتائو

این مقاله شامل فهرست پررفت‌وآمدترین فرودگاه‌ها در قزاقستان است.

## فهرست پررفت‌وآمدترین فرودگاه‌ها بر پایهٔ مسافر (۲۰۱۹)
| ردیف | فرودگاه                            | منطقه          | شهر      | کد یاتا | مسافر ۲۰۱۹ |
| ---- | ---------------------------------- | -------------- | -------- | ------- | ---------- |
| ۱    | فرودگاه بین‌المللی آلماتی           | آلماتی         | آلماتی   | ALA     | ۶٬۴۲۲٬۷۲۱  |
| ۲    | فرودگاه بین‌المللی نورسلطان نظربایف | آستانه         | آستانه   | NQZ     | ۵٬۰۹۹٬۳۹۱  |
| ۳    | فرودگاه آقتائو                     | استان مین‌قشلاق | آق‌تاو    | SCO     | ۱٬۰۲۹٬۶۸۵  |
| ۴    | فرودگاه بین‌المللی چیمکند           | شمکند          | شمکند    | CIT     | ۹۵۵٬۴۱۲    |
| ۵    | فرودگاه آتیرائو                    | استان آتیراو   | آتیراو   | GUW     | ۹۳۷٬۰۳۲    |
| ?    | فرودگاه کوکشتائو                   | استان آق‌مولا   | کوکشه‌تاو | KOV     | ۲۱٬۶۸۳     |